# The Orange Box
The Orange Box (svenska: "Den orangea lådan") är en spelsamling av Valve Corporation, som släpptes 10 oktober 2007 till PC och Xbox 360. En Playstation 3-version släpptes 23 november. 
Spelsamlingen innehåller två tidigare släppta spel:

- Half-Life 2
- Half-Life 2: Episode One

samt tre nya:
- Half-Life 2: Episode Two
- Portal
- Team Fortress 2

Det var ursprungligen meningen att det också skulle komma en Black Box som bara innehöll de nya spelen, men det paketet lades ned. Som kompensation för spelare som redan ägde Half-Life 2 och Half-Life 2: Episode One gavs istället möjligheten att ge över sina produktnycklar till andra.
Ett musikalbum med musiken från spelen i The Orange Box, vid namn The Orange Box Original Soundtrack, har getts ut av Valve på Steam.
| The Orange Box         | The Orange Box                         |
| Samlingsbetyg          | Samlingsbetyg                          |
| Tjänst                 | Betyg                                  |
| ---------------------- | -------------------------------------- |
| Gamerankings           | 96.36% (X360) 95.88% (PC) 88.97% (PS3) |
| Metacritic             | 96/100 (PC) 96/100 (X360) 89/100 (PS3) |
| Recensionsbetyg        |                                        |
| Publikation            | Betyg                                  |
| 1UP.com                | A+ (PC) A+ (X360) B+ (PS3)             |
| Edge                   | 10/10 (PC) 10/10 (X360)                |
| Eurogamer              | 10/10 (PC) 10/10 (X360) 8/10 (PS3)     |
| Game Informer          | 9.75 (PC) 9.75 (X360) 9.25 (PS3)       |
| Gamepro                | 5/5 (X360)                             |
| Gamespot               | 9.5/10 (PC) 9.5/10 (X360) 9.0/10 (PS3) |
| Gamespy                | (PC) (X360) (PS3)                      |
| IGN                    | 9.5/10 (PC) 9.5/10 (X360) 8.4/10 (PS3) |
| Official Xbox Magazine | 9.5/10 (X360)                          |
| PC Gamer US            | 94% (PC)                               |

## Källa
1. 1 2  Adams, Dan (9 oktober 2007). ”The Orange Box Review”. IGN. Arkiverad från originalet den 17 augusti 2012. https://web.archive.org/web/20120817160344/http://pc.ign.com/articles/825/825992p1.html. Läst 10 oktober 2007.
2. ↑  ”Black Box in a Pine Box”. IGN. 18 maj 2007. Arkiverad från originalet den 16 oktober 2007. https://web.archive.org/web/20071016093811/http://pc.ign.com/articles/790/790013p1.html. Läst 20 januari 2008.
3. ↑  ”The Orange Box — Xbox 360”. Game Rankings. http://www.gamerankings.com/itemrankings/934384. Läst 8 april 2012.
4. ↑  ”The Orange Box — PC”. Game Rankings. http://www.gamerankings.com/itemrankings/938210. Läst 8 april 2012.
5. ↑  ”The Orange Box — PS3”. Game Rankings. http://www.gamerankings.com/htmlpages2/934385.asp. Läst 8 april 2012.
6. 1 2 3 4  ”Orange Box, The (PC: 2007): Reviews”. Metacritic. http://www.metacritic.com/games/platforms/pc/halflife2theorangebox. Läst 8 april 2012.
7. ↑  ”Orange Box, The (Xbox360: 2007): Reviews”. Metacritic. http://www.metacritic.com/games/platforms/xbox360/halflife2theorangebox. Läst 8 april 2012.
8. ↑  ”Orange Box, The (ps3: 2007): Reviews”. Metacritic. http://www.metacritic.com/games/platforms/ps3/halflife2theorangebox. Läst 8 april 2012.
9. ↑  Scott, Ryan (16 oktober 2007). ”Half-Life 2: Orange Box (Windows)”. 1UP.com. http://www.1up.com/do/reviewPage?cId=3163694&sec=REVIEWS. Läst 8 januari 2008.
10. ↑  Boyer, Crispin (10 oktober 2007). ”Half-Life 2: Orange Box (Xbox 360)”. 1UP.com. http://www.1up.com/do/reviewPage?cId=3163584&sec=REVIEWS. Läst 8 januari 2008.
11. ↑  Ellis, David (16 januari 2008). ”Half Life 2: Orange Box (PS3)”. 1UP.com. http://www.1up.com/do/reviewPage?cId=3165482&p=37&sec=REVIEWS. Läst 18 augusti 2008.
12. ↑  Reed, Kristan (10 oktober 2007). ”The Orange Box”. Eurogamer. http://www.eurogamer.net/articles/r_orangebox_pc360. Läst 9 februari 2009.
13. ↑  Reed, Kristan (10 oktober 2007). ”The Orange Box”. Eurogamer. http://www.eurogamer.net/articles/r_orangebox_pc360. Läst 15 december 2007.
14. ↑  Leadbetter, Richard (14 december 2007). ”The Orange Box”. Eurogamer. http://www.eurogamer.net/article.php?article_id=89373. Läst 15 december 2007.
15. ↑  Reeves, Ben. ”The Orange Box”. Game Informer. Arkiverad från originalet den 28 maj 2007. https://web.archive.org/web/20070528113350/http://www.gameinformer.com/NR/exeres/E7D23547-2154-494E-8F0E-CB166B0C3562.htm?CS_pid=646931. Läst 9 februari 2009.
16. ↑  Reeves, Ben. ”The Orange Box”. Game Informer. Arkiverad från originalet den juni 19, 2008. https://web.archive.org/web/20080619045618/http://gameinformer.com/NR/exeres/0B22652E-7DA8-4613-8B13-61D5E9FC9D98.htm. Läst 9 februari 2009.
17. ↑  Miller, Matt. ”The Orange Box”. Game Informer. Arkiverad från originalet den 28 maj 2007. https://web.archive.org/web/20070528113350/http://gameinformer.com/NR/exeres/CC5D6661-7A87-4DF4-831C-1D37F4374975.htm?CS_pid=270019. Läst 9 februari 2009.
18. ↑  Gerstmann, Jeff (10 oktober 2007). ”The Orange Box Review (PC)”. GameSpot. http://www.gamespot.com/pc/action/halflife2episode2ob/review.html. Läst 10 oktober 2007.
19. ↑  Gerstmann, Jeff (10 oktober 2007). ”Xbox 360 The Orange Box Review”. GameSpot. Arkiverad från originalet den 18 oktober 2007. https://web.archive.org/web/20071018040247/http://www.gamespot.com/xbox360/action/halflife2episode2/review.html?mode=gsreview. Läst 10 december 2007.
20. ↑  Ocampo, Jason (12 december 2007). ”PlayStation 3 The Orange Box Review”. GameSpot. Arkiverad från originalet den 11 oktober 2007. https://web.archive.org/web/20071011201601/http://www.gamespot.com/ps3/action/halflife2episode2/review.html. Läst 12 december 2007.
21. ↑  Accardo, Sal "Sluggo" (10 oktober 2007). ”The Orange Box Review”. GameSpy. http://pc.gamespy.com/pc/half-life-2-orange-box/826501p1.html. Läst 9 februari 2009.
22. ↑  McGarvey, Sterling (10 oktober 2007). ”The Orange Box Review”. GameSpy. http://xbox360.gamespy.com/xbox-360/half-life-2/826174p1.html. Läst 10 oktober 2007.
23. ↑  McGarvey, Sterling (12 december 2007). ”The Orange Box Review”. GameSpy. http://ps3.gamespy.com/playstation-3/half-life-2/840960p1.html. Läst 12 december 2007.
24. ↑  Clements, Ryan (11 december 2007). ”The Orange Box Review”. IGN. Arkiverad från originalet den 21 juni 2012. https://web.archive.org/web/20120621045745/http://ps3.ign.com/articles/840/840505p1.html. Läst 11 december 2007.